# Attentato dello scuolabus di Shaar HaNegev
L'attentato dello scuolabus di Shaar HaNegev fu un attacco missilistico il 7 aprile 2011, in cui i militanti di Hamas nella Striscia di Gaza lanciarono un missile anticarro a guida laser Kornet oltre il confine contro uno scuolabus israeliano, uccidendo uno scolaro.
Hamas affermò che l'autobus stava viaggiando su una strada utilizzata da veicoli militari israeliani e che non sapeva che a bordo ci fossero degli scolari. Israele affermò che il colore giallo dell'autobus lo rendeva facilmente identificabile e accusò Hamas di "aver superato il limite".
Il missile colpì l'autobus dopo che tutti tranne uno dei bambini era stato lasciato cadere. L'unico passeggero rimasto, un ragazzo di 16 anni, Daniel Viflic, fu gravemente ferito con ferite da schegge alla testa e morì per le ferite riportate il 17 aprile. L'autista rimase leggermente ferito. Un altro colpo di mortaio fu programmato in concomitanza con l'arrivo dei paramedici, che ritardò l'evacuazione.
L'attentato fu condannato dalla comunità internazionale.